# فرهنگ یاریگری در ایران
فرهنگ یاریگری در ایران کتابی از مرتضی فرهادی است که در سال ۱۳۷۳ منتشر و در مراسم کتاب سال جمهوری اسلامی ایران به‌عنوان کتاب برگزیده معرفی شد.